# مونیکا گیل
مونیکا گیل (به انگلیسی: Monica Gill) (زاده ۲۴ ژوئن ۱۹۸۹) بازیگر هندی است.
از کارهای معروف او می‌توان به بازی در فیلم آمبارساریا، فرنگی و جوخه اشاره کرد.